# Kalanchoe rolandi-bonapartei
Kalanchoe rolandi-bonapartei és una espècie de planta suculenta del gènere Kalanchoe, de la família de les Crassulaceae.

## Descripció
Planta perenne, robusta, de fins a 2 m d'alçada, coberta de pèls minúsculs però que sembla glabra.
Les tiges són fortes, de 3 a 5 mm de diàmetre, erectes a decumbents, molt ramificades.
Les fulles són peciolades a subsèssils, de color verd fosc-oliva, pecíol prim, àmpliament amplexicaule, d'1 a 3,5 cm, làmina ovada-oblonga a ovada-Ianceolada, de 5 a 25 cm de llarg i de 2 a 7 cm d'ample, punta molt obtusa, base ± cordada o cuneada, auriculada, marges dentats a doblement crenats-dentats.
Les inflorescències en panícules laxes, de 6 a 20 cm, que produeixen propàguls, pedicels esvelts, glabres, de 8 a 12 mm.
Les flors són pèndules; calze glabres, de color verd a marró-vermellós, tub de 1 a 3 mm; sèpals ovats a deltoides, aguts, de 6 a 7 mm de llarg i de 2,7 a 3,2 mm d'ample; corol·la tubular a campanulada, de color groc-verd, groc-vermellós a ataronjat, amb línies vermelles, lleugerament amb pèls glandulars; tub ± 4 angulars cap a la base, de 10 a 18 mm; pètals ovats, obtusos, de 6 a 8 mm de llarg i de 6 a 7 mm d'ample; estams inserits a la meitat del tub de la corol·la, lleugerament sobresortints; anteres de color groc.

## Distribució
Planta endèmica del nord de Madagascar. Creix a les roques.

## Taxonomia
Kalanchoe rolandi-bonapartei va ser descrita per Raymond-Hamet i Joseph Marie Henry Alfred Perrier de la Bâthie (Raym.-Hamet & H.Perrier) i publicada als Annales des Sciences Naturelles; Botanique, série 9 16: 361–363. 1912.

#### Etimologia
Kalanchoe: nom genèric que deriva de la paraula cantonesa "Kalan Chauhuy", 伽藍菜 que significa 'allò que cau i creix'.
rolandi-bonapartei: epítet atorgat en honor del científic i explorador francès Príncep Roland Napoleó Bonaparte.

#### Sinonímia
- Kalanchoe tsaratananensis  H.Perrier (1928) / Bryophyllum tsaratananense  (H.Perrier) A.Berger (1930)
- Bryophyllum rolandi-bonapartei (Hamet & H.Perrier) Govaerts (1996)